# Niederländische Badmintonmeisterschaft 2013
Die Niederländische Badmintonmeisterschaft 2013 fand vom 1. bis zum 3. Februar 2013 in Almere statt. 

## Austragungsort
- Topsportcentrum Almere, Almere

## Medaillengewinner
| Disziplin    | Gold                           | Silber                    | Bronze                            |
| ------------ | ------------------------------ | ------------------------- | --------------------------------- |
| Herreneinzel | Eric Pang                      | Dicky Palyama             | Hans van Os                       |
| Herreneinzel | Eric Pang                      | Dicky Palyama             | Erik Meijs                        |
| Dameneinzel  | Yao Jie                        | Patty Stolzenbach         | Lisa Malaihollo                   |
| Dameneinzel  | Yao Jie                        | Patty Stolzenbach         | Soraya de Visch Eijbergen         |
| Herrendoppel | Ruud Bosch Koen Ridder         | Lester Oey Justin Teeuwen | Russell Muns Robin Tabeling       |
| Herrendoppel | Ruud Bosch Koen Ridder         | Lester Oey Justin Teeuwen | Jacco Arends Jelle Maas           |
| Damendoppel  | Samantha Barning Eefje Muskens | Selena Piek Iris Tabeling | Lisa Malaihollo Yvonne Sie        |
| Damendoppel  | Samantha Barning Eefje Muskens | Selena Piek Iris Tabeling | Ginny Severien Maartje Verheul    |
| Mixed        | Ruud Bosch Selena Piek         | Jacco Arends Ilse Vaessen | Jorrit de Ruiter Samantha Barning |
| Mixed        | Ruud Bosch Selena Piek         | Jacco Arends Ilse Vaessen | Robin Tabeling Myke Halkema       |